# Робертсон, Арчибальд (епископ)
Арчибальд Робертсон (англ. Archibald Robertson; 29 июня 1853, Сивелл — 29 января 1931, Оксфорд) — английский епископ, седьмой ректор Королевского колледжа в Лондоне, писатель, номинант Нобелевской премии по литературе 1902 года.
Родился в Сиуэлле, получил образование в колледже Брэдфилда и Тринити-колледже в Оксфорде, который окончил с дипломом первой степени. Он продолжал служить в Королевском колледже Лондона с 1897 по 1903 год и получил почётную докторскую степень (доктор юридических наук) Университета Глазго в июне 1901 года. Был избран епископом Эксетера в 1903 году, служил до 1916 года.
Его старший сын Арчибальд Хорас Манн Робертсон стал марксистом, атеистом и критическим исследователем христианства.